# La Chapelle-la-Reine
 La Chapelle-la-Reine  es una comuna y población de Francia, en la región de Isla de Francia, departamento de Sena y Marne, en el distrito de Fontainebleau. Es el chef-lieu y mayor población del cantón de su nombre.
Su población en el censo de 1999 era de 2.781 habitantes.
No está integrada en ninguna Communauté de communes u organismo similar.

## Demografía
| 803 | 797 | 1100 | 1509 | 2125 | 2781 |
| Para los censos de 1962 a 1999 la población legal corresponde a la población sin duplicidades (Fuente: INSEE [Consultar]) |     |      |      |      |      |